# Ilesio
Ilesio o Hilesio (en griego, Ειλέσιον) es el nombre de una antigua ciudad griega de Beocia, que fue mencionada por Homero en el Catálogo de las naves de la Ilíada.
Se desconoce su localización exacta. El único dato que proporciona Estrabón es que se trata de una de las ciudades, junto a Heleón y Helo, que recibió el nombre por haber estado ubicada cerca de pantanos, aunque puntualiza que la situación en su tiempo había cambiado, por haber bajado el nivel de agua del lago o por haber sido reconstruidas en otro lugar.